# Archivbau
Ein Archivbau hat aufgrund der prinzipiellen Einmaligkeit der im Archiv aufbewahrten Unterlagen besonderen Auflagen zu genügen. Wie im Bibliotheksbau müssen im Raumprogramm betriebliche und konservatorische Erfordernisse in Einklang gebracht werden. Insbesondere ein Archivmagazin stellt besondere bauphysikalische und sicherheitstechnische Herausforderungen.

## Architektonische Planungsgrundsätze
Grundsatzfragen, die bei der Planung geklärt werden müssen:
- Standort im Gelände: Geologie, Grundwasser, oberirdische Gewässer
- Raumprogramm: Platzbedarf; Trennung der Bereiche Lagerung, Verwaltung und Publikumsverkehr; Verkehrswege der Mitarbeiter und Benutzer sowie der archivischen Unterlagen
- Bau der Räume: Unter- oder oberirdischer Bau; (Fenster-)öffnungen, Auswirkungen von Lichteinstrahlung; interne Leitungen und Kanalisationen; Mauern, thermische und hygrometrische Qualität; Materialien als Quellen möglicher Schadstoffe
- Raumklima: Klimawerte, Möglichkeit natürlicher Lüftung, Notwendigkeit von Klimatisierung, Austausch/Umwälzung; Klimatisierung, „intelligente“ Lüftung, Klimamessung
- Licht: Natürliches und künstliches Licht, Lichtquellen, Auswirkungen auf die klimatischen Verhältnisse
- Sicherheit: Risiken in den Magazinräumen, im Gebäude und in der Umgebung, Feuer-, Wasser-, Einbruchsalarm, Evakuierungsmöglichkeiten und Notfallplan
- Ausstattung der Räume: Materialspezifische Eigenschaften der Unterlagen und Verpackungsmaterialien, Umgang mit besonderen Formaten, Anforderungen an Regale und Möbel